# 1345
Il 1345 (MCCCXLV in numeri romani) è un anno  del XIV secolo.

## Eventi
- Assedio di La Roche-Derrien, nella regione della Bretagna, in Francia.
- 22 aprile - Battaglia di Gamenario, nei pressi di Torino, tra la fazione ghibellina, guidata dal marchesato del Monferrato, e quella guelfa, guidata dalla casa d'Angiò.
- Francesco Petrarca conclude la sua opera in prosa latina Rerum memorandarum libri.

## Nati
- 8 gennaio - Kadi Burhan al-Din, turco
- 25 marzo - Bianca di Lancaster, nobile inglese († 1369)
- 31 ottobre - Ferdinando I del Portogallo, re portoghese († 1383)
- Vuk Branković, nobile serbo († 1397)
- Carlo III di Napoli, sovrano († 1386)
- Cristoforo Castiglione, giurista italiano († 1425)
- Paolo di Giovanni Fei, pittore italiano († 1411)
- Magnus I di Meclemburgo-Schwerin, duca tedesco († 1384)
- Domingo Ram y Lanaja, cardinale, arcivescovo cattolico e politico spagnolo († 1445)
- Pietro Spaur, nobile austriaco († 1424)
- Teodorico di Nieheim, storico tedesco († 1418)
- Vuk di Bosnia
- Ugolino da Montecatini, medico e idrologo italiano († 1425)
- Maud de Ufford, nobildonna inglese († 1413)
- Agnese di Durazzo, nobildonna italiana

## Morti
- 17 gennaio - Martino Zaccaria, politico e ammiraglio italiano
- 29 marzo - Ubertino da Carrara, politico e condottiero italiano
- 14 aprile - Richard de Bury, religioso e scrittore inglese (n. 1287)
- 1º maggio - Pellegrino Laziosi, religioso italiano (n. 1265)
- 6 maggio - Marsilietto Papafava da Carrara, politico italiano
- 21 maggio - Camiola Turinga, nobildonna italiana (n. 1310)
- 24 maggio - Ciuto Brandini, operaio e attivista italiano
- 7 luglio - Momčil, militare bulgaro
- 24 luglio - Jacob van Artevelde, politico fiammingo (n. 1290)
- 28 luglio - Sancha d'Aragona (n. 1285)
- 10 agosto - Rolando de' Rossi, generale italiano
- 18 settembre - Andrea d'Ungheria, principe (n. 1327)
- 22 settembre - Enrico Plantageneto, III conte di Lancaster, nobile britannico
- 26 settembre - Giovanni IV di Bretagna, nobile
- 26 settembre - Guglielmo II di Hainaut, nobile (n. 1307)
- 18 novembre - Costanza Manuel, regina
- 2 dicembre - Ademaro Romano, ammiraglio italiano (n. 1280)
- Alessio Apocauco, politico e ammiraglio bizantino
- Pedro Gómez Barroso il Vecchio, cardinale e vescovo spagnolo (n. 1270)
- Walter Burley, filosofo e logico inglese (n. 1275)
- Enrico Comentina, patriarca cattolico e beato italiano
- Guido IV da Correggio, politico e condottiero italiano
- Manuele File, poeta bizantino
- Malerba, condottiero tedesco
- Mazarello da Cusano, condottiero italiano
- Ettore da Panigo, condottiero italiano
- Bertrando Rossi seniore, nobile e militare italiano
- Sati Beg, politica mongola (n. 1300)
- Giovanni Vatatze, funzionario e generale bizantino
- Guido Vernani, scrittore italiano
- Piero Zeno, condottiero e esploratore italiano
- Niccolò I Zorzi, nobile italiano

## Calendario
| Calendario 1345 | Calendario 1345 | Calendario 1345 | Calendario 1345 | Calendario 1345 | Calendario 1345 | Calendario 1345 | Calendario 1345 | Calendario 1345 | Calendario 1345 | Calendario 1345 | Calendario 1345 | Calendario 1345 | Calendario 1345 | Calendario 1345 | Calendario 1345 | Calendario 1345 | Calendario 1345 | Calendario 1345 | Calendario 1345 | Calendario 1345 | Calendario 1345 | Calendario 1345 | Calendario 1345 | Calendario 1345 | Calendario 1345 | Calendario 1345 | Calendario 1345 | Calendario 1345 | Calendario 1345 | Calendario 1345 | Calendario 1345 | Calendario 1345 |
| --------------- | --------------- | --------------- | --------------- | --------------- | --------------- | --------------- | --------------- | --------------- | --------------- | --------------- | --------------- | --------------- | --------------- | --------------- | --------------- | --------------- | --------------- | --------------- | --------------- | --------------- | --------------- | --------------- | --------------- | --------------- | --------------- | --------------- | --------------- | --------------- | --------------- | --------------- | --------------- | --------------- |
|                 | 1               | 2               | 3               | 4               | 5               | 6               | 7               | 8               | 9               | 10              | 11              | 12              | 13              | 14              | 15              | 16              | 17              | 18              | 19              | 20              | 21              | 22              | 23              | 24              | 25              | 26              | 27              | 28              | 29              | 30              | 31              |                 |
| Gennaio         | Sa              | Do              | Lu              | Ma              | Me              | Gi              | Ve              | Sa              | Do              | Lu              | Ma              | Me              | Gi              | Ve              | Sa              | Do              | Lu              | Ma              | Me              | Gi              | Ve              | Sa              | Do              | Lu              | Ma              | Me              | Gi              | Ve              | Sa              | Do              | Lu              |                 |
| Febbraio        | Ma              | Me              | Gi              | Ve              | Sa              | Do              | Lu              | Ma              | Me              | Gi              | Ve              | Sa              | Do              | Lu              | Ma              | Me              | Gi              | Ve              | Sa              | Do              | Lu              | Ma              | Me              | Gi              | Ve              | Sa              | Do              | Lu              |                 |                 |                 |                 |
| Marzo           | Ma              | Me              | Gi              | Ve              | Sa              | Do              | Lu              | Ma              | Me              | Gi              | Ve              | Sa              | Do              | Lu              | Ma              | Me              | Gi              | Ve              | Sa              | Do              | Lu              | Ma              | Me              | Gi              | Ve              | Sa              | Do              | Lu              | Ma              | Me              | Gi              |                 |
| Aprile          | Ve              | Sa              | Do              | Lu              | Ma              | Me              | Gi              | Ve              | Sa              | Do              | Lu              | Ma              | Me              | Gi              | Ve              | Sa              | Do              | Lu              | Ma              | Me              | Gi              | Ve              | Sa              | Do              | Lu              | Ma              | Me              | Gi              | Ve              | Sa              |                 |                 |
| Maggio          | Do              | Lu              | Ma              | Me              | Gi              | Ve              | Sa              | Do              | Lu              | Ma              | Me              | Gi              | Ve              | Sa              | Do              | Lu              | Ma              | Me              | Gi              | Ve              | Sa              | Do              | Lu              | Ma              | Me              | Gi              | Ve              | Sa              | Do              | Lu              | Ma              |                 |
| Giugno          | Me              | Gi              | Ve              | Sa              | Do              | Lu              | Ma              | Me              | Gi              | Ve              | Sa              | Do              | Lu              | Ma              | Me              | Gi              | Ve              | Sa              | Do              | Lu              | Ma              | Me              | Gi              | Ve              | Sa              | Do              | Lu              | Ma              | Me              | Gi              |                 |                 |
| Luglio          | Ve              | Sa              | Do              | Lu              | Ma              | Me              | Gi              | Ve              | Sa              | Do              | Lu              | Ma              | Me              | Gi              | Ve              | Sa              | Do              | Lu              | Ma              | Me              | Gi              | Ve              | Sa              | Do              | Lu              | Ma              | Me              | Gi              | Ve              | Sa              | Do              |                 |
| Agosto          | Lu              | Ma              | Me              | Gi              | Ve              | Sa              | Do              | Lu              | Ma              | Me              | Gi              | Ve              | Sa              | Do              | Lu              | Ma              | Me              | Gi              | Ve              | Sa              | Do              | Lu              | Ma              | Me              | Gi              | Ve              | Sa              | Do              | Lu              | Ma              | Me              |                 |
| Settembre       | Gi              | Ve              | Sa              | Do              | Lu              | Ma              | Me              | Gi              | Ve              | Sa              | Do              | Lu              | Ma              | Me              | Gi              | Ve              | Sa              | Do              | Lu              | Ma              | Me              | Gi              | Ve              | Sa              | Do              | Lu              | Ma              | Me              | Gi              | Ve              |                 |                 |
| Ottobre         | Sa              | Do              | Lu              | Ma              | Me              | Gi              | Ve              | Sa              | Do              | Lu              | Ma              | Me              | Gi              | Ve              | Sa              | Do              | Lu              | Ma              | Me              | Gi              | Ve              | Sa              | Do              | Lu              | Ma              | Me              | Gi              | Ve              | Sa              | Do              | Lu              |                 |
| Novembre        | Ma              | Me              | Gi              | Ve              | Sa              | Do              | Lu              | Ma              | Me              | Gi              | Ve              | Sa              | Do              | Lu              | Ma              | Me              | Gi              | Ve              | Sa              | Do              | Lu              | Ma              | Me              | Gi              | Ve              | Sa              | Do              | Lu              | Ma              | Me              |                 |                 |
| Dicembre        | Gi              | Ve              | Sa              | Do              | Lu              | Ma              | Me              | Gi              | Ve              | Sa              | Do              | Lu              | Ma              | Me              | Gi              | Ve              | Sa              | Do              | Lu              | Ma              | Me              | Gi              | Ve              | Sa              | Do              | Lu              | Ma              | Me              | Gi              | Ve              | Sa              |                 |